# Creysse (Dordoña)
 Creysse  (en occitano Creissa) es una población y comuna francesa, situada en la región de Aquitania, departamento de Dordoña, en el distrito de Bergerac y cantón de Bergerac-2.

## Demografía
| 2147 | 2171 | 1797 | 1897 | 2336 | 2260 |
| Para los censos de 1962 a 1999 la población legal corresponde a la población sin duplicidades (Fuente: INSEE [Consultar]) |      |      |      |      |      |